# Jensens Bryghus
Jensens Bryghus i Rårup mellem Horsens og Vejle og nær Juelsminde var et dansk mikrobryggeri oprettet i 2006 af Frede Jensen, der gennem 30 år har arbejdet med bryggerier i store dele af verden. Planen var en produktion på 100-150.000 liter øl årligt med mulighed for at udvide produktionen til omkring 300.000 liter årligt.
Bryggeriets produkter bærer præg af international orientering med navne som Mekong, vietnamesisk inspireret øl, Sherpa, nepalesisk inspireret øl, Ngong Hills, kenyansk inspireret øl, hvortil kommer den mere hjemligt klingende Juelsminde Bryg samt sæsonprodukter i forbindelse med jul og påske.
Bryggeriet gik konkurs i 2009.